# Echiothrix leucura
Echiothrix leucura — один з пацюків (Rattini), ендемік Сулавесі (Індонезія).

## Середовище проживання
Цей вид є ендеміком Сулавесі (Індонезія), де він зустрічається в північно-східній частині північного півострова, від рівня моря до 1100 м. Це наземний червоїдний вид (тобто харчується хробаками та червоподібними безхребетними), який населяє низинні тропічні вічнозелені ліси. Невідомо, чи зможе він вижити в деградованих середовищах існування.

## Загрози й охорона
Основною загрозою, ймовірно, буде втрата середовища проживання через вирубку лісу, розширення сільського господарства та поселення людей. На нього також полюють заради м'яса. Він може бути присутнім у Національному парку Богані Нані Вартабоне, але це вимагає підтвердження